# 麻植豊
麻植 豊（おえ ゆたか、1908年〈明治41年〉1月17日 - 2000年〈平成12年〉1月27日）は、日本の政治家、警察官。小松島市長。徳島県佐那河内村出身。警察大学校卒業。

## 経歴
名東郡佐那河内村出身。警察大学校卒業後、一貫して警察官。1955年、小松島市警察署長。同年、署長職を辞任して、小松島市議会議員を5期連続で務める。
1973年、市議在職時に議員を辞任して、小松島市長選に出馬し、初当選。以後連続4期。1989年、高齢を理由に引退。2000年1月に病のため死去した。

## 家系
麻植氏の一族で、清和源氏足利氏流の末裔。